# Gianni Amico
Giovanni Battista Amico (* 27. Dezember 1933 in Loano; † 2. November 1990 in Rom) war ein italienischer Dokumentarfilmregisseur, Filmregisseur, Drehbuchautor und Kulturschaffender.

## Leben
1960 gründete Amelio mit dem Jesuitenpater Angelo Arpa die Rassegna Internazionale del Cinema Latinoamericano di Santa Margherita Ligure, die die wichtigen Vertreter der „Neuen Welle“ des südamerikanischen Filmes wie Glauber Rocha, Fernando Birri, Nelson Pereira dos Santos, Tomás Gutiérrez Alea förderte und sich um das Ende der diplomatischen Isolierung Kubas bemühte. Fast vier Jahre lang organisierte er die Unternehmungen der Initiative. Auch nach seinem Umzug nach Rom arbeitete er für Kulturorganisationen; nun die Mostra Internazionale del Cinema Libero di Porretta Terme und die Mostra Internazionale del Nuovo Cinema di Pesaro, deren Auswahlkommission er 1966 und 1967 angehört.
In diesen Jahren arbeitete er auch an Drehbüchern für Filme von Roberto Rossellini und Bernardo Bertolucci und verantwortete ab 1964 immer wieder Dokumentarfilme in eigener Regie, darunter den in Brasilien für die RAI gedrehten Giovani brasiliani (1967) und Ah! Vem o samba. Später kommen Drehbücher für Filme von erneut Bertolucci und Glauber Rocha hinzu sowie eine Tätigkeit als Regieassistent bei Jean-Luc Godard.
In den 1970er Jahren setzte er seine Tätigkeit für die RAI fort, drehte aber nun selbst auch Spielfilme. 1983 organisierte er in Rom das Musikfestival Bahia de todos os sambas, das er im Circus Maximus und mit Auftritten namhafter brasilianischer Musiker wie Gilberto Gil, Caetano Veloso, Gal Costa, Naná Vasconcelos und João Gilberto veranstaltete. Bis zu seinem Tode entstanden weitere Dokumentationen unter seiner Regie.
Am Tage vor seinem Tod heiratete er seine langjährige Lebensgefährtin Fiorella Giovanelli.
Jean-Luc Godard widmete Gianni Amico (und James Agee) das 1995 entstandene Kapitel 3(a) seiner Geschichte(n) des Kinos (Histoire(s) du cinéma).

## Filmografie
- 1964: Vor der Revolution (Prima delle rivoluzione) (Drehbuch)
- 1968: Partner (Drehbuch)
- 1970: Der Löwe mit den sieben Köpfen (Der leone have sept cabeças) (Co-Drehbuch)